# Michel Bibard
Michel Bibard (Amboise, Francia, 30 de noviembre de 1958) es un exjugador y actual entrenador de fútbol francés. En su etapa como jugador profesional se desempeñaba como defensa. Actualmente es entrenador del FC Saint-Cloud.

## Selección nacional
Fue internacional con la selección de fútbol de Francia en 6 ocasiones. Ganó la medalla de oro olímpica en 1984 y obtuvo el tercer lugar en la Copa del Mundo de 1986.

### Participaciones en Copas del Mundo
| Mundial                                | Sede   | Resultado      | Partidos | Goles |
| -------------------------------------- | ------ | -------------- | -------- | ----- |
| Copa Mundial de Fútbol Juvenil de 1977 | Túnez  | Fase de grupos | 1        | 0     |
| Copa Mundial de Fútbol de 1986         | México | Tercer lugar   | 1        | 0     |

### Participaciones en Juegos Olímpicos
| Olimpiada                            | Sede           | Resultado | Partidos | Goles |
| ------------------------------------ | -------------- | --------- | -------- | ----- |
| Juegos Olímpicos de Los Ángeles 1984 | Estados Unidos | Campeón   | 3        | 0     |

## Clubes

### Como jugador
| Club                | País    | Año       |
| ------------------- | ------- | --------- |
| FC Nantes           | Francia | 1976-1985 |
| París Saint-Germain | Francia | 1985-1991 |
| Sur Club            | Omán    | 1991-1992 |

### Como entrenador
| Club                       | País    | Año       |
| -------------------------- | ------- | --------- |
| FC Rueil-Malmaison sub-15  | Francia | 1993-2001 |
| París Saint-Germain sub-17 | Francia | 2001-2002 |
| FC Rueil-Malmaison         | Francia | 2002-2007 |
| FC Saint-Leu PB 95         | Francia | 2007      |
| FC Saint-Cloud             | Francia | 2007-     |

## Palmarés

### Campeonatos nacionales
| Título          | Club                | País    | Año  |
| --------------- | ------------------- | ------- | ---- |
| Division 1      | FC Nantes           | Francia | 1977 |
| Copa de Francia | FC Nantes           | Francia | 1979 |
| Division 1      | FC Nantes           | Francia | 1980 |
| Division 1      | FC Nantes           | Francia | 1983 |
| Division 1      | París Saint-Germain | Francia | 1986 |

### Copas internacionales
| Título               | Selección | Sede                         | Año  |
| -------------------- | --------- | ---------------------------- | ---- |
| Juegos Olímpicos     | Francia   | Los Ángeles (Estados Unidos) | 1984 |
| Copa Artemio Franchi | Francia   | París (Francia)              | 1985 |